# Савицький Юліан Феліксович

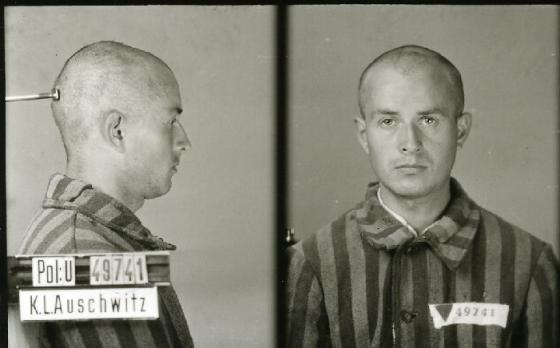
Юліа́н Сави́цький в Аушвіці

Юліа́н Фе́ліксович Сави́цький (12 квітня 1915, Львів — 5 травня 1945, Ебензее) — диктор Львівського радіо, член ОУН, вів програми Львівської радіостанції ім. Є. Коновальця (1941).

## Життєпис
Здобув освіту в народній школі та гімназії у Львові, закінчив однорічну адміністративно-торговельну школу та дворічну рецитаторську школу при Вищому музичному інституті імені Миколи Лисенка. 1940 року вступив на факультет української філології Львівського університету, був членом студентської мережі ОУН. Працював диктором Львівської радіостанції.
Після відступу радянських військ зі Львова (червень 1941) радіостанцію не встигли знищити, а частина її персоналу залишилась у місті. З ініціативи Ярослава Старуха, група членів ОУН(б) (серед них Юліан Савицький) заволоділа студією радіостанції. Радіостанція під назвою «Львівська радіовисильня ім. Полк. Є. Коновальця» вела цілодобове мовлення з найважливішою інформацією та сприяла організації визвольного руху. Після ухвалення 30 червня 1941 у Львові Акту відновлення Української держави Савицький кількаразово передав повідомлення про це.
Заарештований гестапо 2 липня 1941 року.
20 липня 1942 разом із групою інших діячів ОУН відправлений до концентраційного табору Аушвіц (табірний номер 49741).
25 січня 1945 вивезений до концтабора Ебензее (філіал Маутгаузену). Помер від виснаження й голоду 5 травня 1945, за день перед звільненням в’язнів концтабору американцями. 